# Moustoir-Remungol
Moustoir-Remungol is een plaats en voormalige gemeente in Frankrijk, in Bretagne.

## Geschiedenis
Moustoir-Remungol is op 1 januari 2016 gefuseerd met de gemeenten Naizin en Remungol tot de gemeente Évellys. 

## Geografie
De onderstaande kaart toont de ligging van Moustoir-Remungol met de belangrijkste infrastructuur en aangrenzende gemeenten.

## Demografie
Onderstaande figuur toont het verloop van het inwonertal.